# Syringa × laciniata
Syringa × laciniata (Бузок перистонадрізний) — гібридний бузок невідомого, хоча й давнього походження. Вважається, що це гібрид між Syringa vulgaris з Південно-Східної Європи та Syringa protolaciniata із Західного Китаю. 

## Історія
Хоча його часто називають з Китаю, він, швидше за все, виник десь на південному заході Азії, де його вперше науково описано з культурних рослин у 17 столітті, можливо, Ірану чи Афганістану чи Пакистану, де його вирощували з давніх часів.

## Опис
Це листопадний кущ, що виростає до 2 м заввишки. Листки 2–4 см завдовжки, варіативно цілі або розрізані глибоко на три-дев'ять часточок або листочків. Квітки блідо-бузкові, утворюються в пухких волотях до 7 см довжиною в середині весни. Має стійкість в 5 одиниць USDA.

## Дивитись також
- Syringa × persica